# Crotalaria vatkeana
Crotalaria vatkeana är en ärtväxtart som beskrevs av Adolf Engler. Crotalaria vatkeana ingår i släktet sunnhampor, och familjen ärtväxter. Inga underarter finns listade i Catalogue of Life.